# Megan Follows
Megan Elizabeth Laura Diana Follows (Toronto, 14 marzo 1968) è un'attrice canadese. È riconosciuta a livello internazionale per il suo ruolo di Anne Shirley nella miniserie televisiva del 1985 Anna dai capelli rossi e per il ruolo di Caterina de' Medici nella serie televisiva Reign.

## Filmografia parziale

### Attrice

#### Cinema
- Jen's Place, regia di Glen Salzman e Rebecca Yates (1982)
- Unico indizio la luna piena (Silver Bullet), regia di Daniel Attias (1985)
- Il grande odio (A Time of Destiny), regia di Gregory Nava (1988)
- Termini Station, regia di Allan King (1989)
- Deep Sleep, regia di Patricia Gruben (1990)
- When Pigs Fly, regia di Sara Driver (1993)
- I testimoni (Someone Was Watching), regia di Mark Goodman (2002)
- A Foreign Affair, regia di Helmut Schleppi (2003)
- Breakfast with Scot, regia di Laurie Lynd (2007)
- Sono il Numero Quattro (I Am Number Four), regia di D.J. Caruso (2011) - non accreditata

#### Televisione
- Matt e Jenny (Matt and Jenny) – serie TV, 26 episodi (1979-1980)
- L'albero delle mele (The Facts of Life) – serie TV, 1 episodio (1982)
- Anna dai capelli rossi (Anne of Green Gables) – miniserie TV (1985)
- Anna dai capelli rossi - Il sequel (Anne of Green Gables: The Sequel) – miniserie TV (1985)
- American Playhouse – serie TV, 1 episodio (1987)
- ABC Afterschool Specials – serie TV, 1 episodio (1987)
- La signora in giallo (Murder, She Wrote) – serie TV, episodio 12x05 (1995)
- Oltre i limiti (The Outer Limits) – serie TV, 1 episodio (1995)
- Anne of Green Gables: The Continuing Story – miniserie TV (2000)
- Law & Order - I due volti della giustizia (Law & Order)  – serie TV, 1 episodio (2000)
- In tribunale con Lynn (Family Law) – serie TV, 1 episodio (2000)
- Il fuggitivo (The Fugitive) – serie TV, 1 episodio (2000)
- The Division – serie TV, 1 episodio (2001)
- X-Files (The X-Files) – serie TV, 1 episodio (2001)
- Squadra Med - Il coraggio delle donne (Strong Medicine) – serie TV, 4 episodi (2002)
- CSI - Scena del crimine (CSI: Crime Scene Investigation) – serie TV, 1 episodio (2004)
- CSI: Miami – serie TV, 1 episodio (2005)
- Cold Case - Delitti irrisolti (Cold Case) – serie TV, 1 episodio (2005)
- Lie to Me – serie TV, episodio 1x06 (2009)
- Dr. House - Medical Division (House, M.D.) – serie TV, episodio 7x20 (2011)
- Mondo senza fine (World Without End), regia di Michael Caton-Jones – miniserie TV (2012)
- Reign – serie TV, 78 episodi (2013-2017)
- Heartland – serie TV 4 episodi (2009-2017)
- I misteri di Murdoch (Murdoch Mysteries) – serie TV, 1 episodio (2017)
- Wynonna Earp – serie TV, 6 episodi (2018)

### Doppiatrice
- La favola  del principe schiaccianoci (The Nutcracker Prince), regia di Paul Shibli (1990)

## Doppiatrici italiane
Nelle versioni in italiano delle opere in cui ha recitato, Megan Follows è stata doppiata da:
- Laura Boccanera in Anna dai capelli rossi, Anna dai capelli rossi - Il sequel
- Eleonora De Angelis in Unico indizio la luna piena
- Antonella Baldini in X-Files
- Cinzia De Carolis in Reign
- Alessandra Korompay in Heartland

Da doppiatrice è sostituita da: 
- Georgia Lepore ne La favola del principe schiaccianoci